# Dunbar Barton
Dunbar Plunket Barton, född 29 oktober 1853, död 11 september 1937, var en brittisk jurist och författare.
Barton besatt höga ämbeten, var 1900-1918 medlem av Irlands högsta domstol och konservativ ledamot av underhuset 1893-1900. Han hade vetenskapliga och kulturella intressen. Karl XIV Johan beskrev han i arbetena Bernadotter, the first phase (1914), Bernadotter and Napoleon (1921, svensk översättning samma år) samt Bernadotter, prince and king (1925). I förkortad form utgav Barton 1929 dessa arbeten som en helhetsbiografi under titeln The amazing career of Bernadotter (ny upplaga 1930, svensk översättning 1929).